# Micky
Miguel Ángel Carreño Schmelter, né en 1943 à Madrid, est un chanteur espagnol, connu sous le pseudonyme de Micky.

## Biographie
Dans les années 1960, il faisait partie d’un des groupes pionniers de la musique espagnole[Quoi ?], Micky y Los Tony, avec lequel il a publié une trentaine de singles et cinq LP.
Il commence ensuite sa carrière solo en 1970, avec des titres comme Soy Así ou El Chico De La Armónica. Il obtient aussi du succès en Allemagne et aux Pays-Bas avec Bye, Bye, Fraulein. En 1977, il représente l’Espagne à l’Eurovision avec la chanson Enséñame A cantar, où il obtient la neuvième place.
Dans les années 1990, il participe à la tournée Mágicos 60, avec d’autres chanteurs passés de mode. Il collabore en outre étroitement avec le groupe madrilène Desperados, duquel sa femme était la manageur.
En 2001, il effectue une autre tournée, Momentos de Rock&Roll, avec Carlos Segarra (es). En 2003, il participe au concours Vivo Cantando organisé par la chaîne de télévision Telecinco, organisé avec d’autres chanteurs de son époque. En 2010, il sort l’album La Cuenta Atrás.

## Filmographie
- 1969 : La vida sigue igual d'Eugenio Martín
- 1987 : Django 2

## Crédit des auteurs
- (es) Cet article est partiellement ou en totalité issu de l’article de Wikipédia en espagnol intitulé « Micky » (voir la liste des auteurs).